# North Sea Atlantic
Le OCV North Sea Atlantic  (Offshore Construction Vessel) est un navire de service polyvalent pour les travaux offshore appartenant à North Sea Shipping et opérant pour l'entreprise offshore du secteur de l'énergie TechnipFMC. Il est à la fois un navire poseur de canalisations/câblier et navire effectuant des travaux de construction ou des opérations d'inspection, d'entretien et de réparation (IMR).

## Caractéristiques
le North Sea Atlantic est un nouveau navire de construction sous-marine qui accueille un système de pose verticale de tuyaux flexibles et ombilicaux (type J-Lay) principalement en mer du Nord. Son pont de travail de 1.900 m² est équipé de deux grues offshore de 550 tonnes et de 2 carrousels de tuyaux (un sur le pont, l'autre sous le pont) de 2.000 tonnes de capacité chacun. 
Il est équipé, sous hangar, de deux sous-marins télécommandés de travail (WROV) capables d'effectuer des tâches à des profondeurs allant jusqu'à 3.000 mètres. Le déplacement vers le chantier s'effectue à une vitesse maximale de 15 nœuds et la précision de l'installation est assurée par le système de positionnement dynamique. 
Il y a des cabines à bord pour 150 personnes. La livraison du personnel et des marchandises peut être effectuée à l'aide d'une hélisurface conçu pour recevoir des hélicoptères de type Sikorsky S-92 ou  Sikorsky S-61.

## Galerie

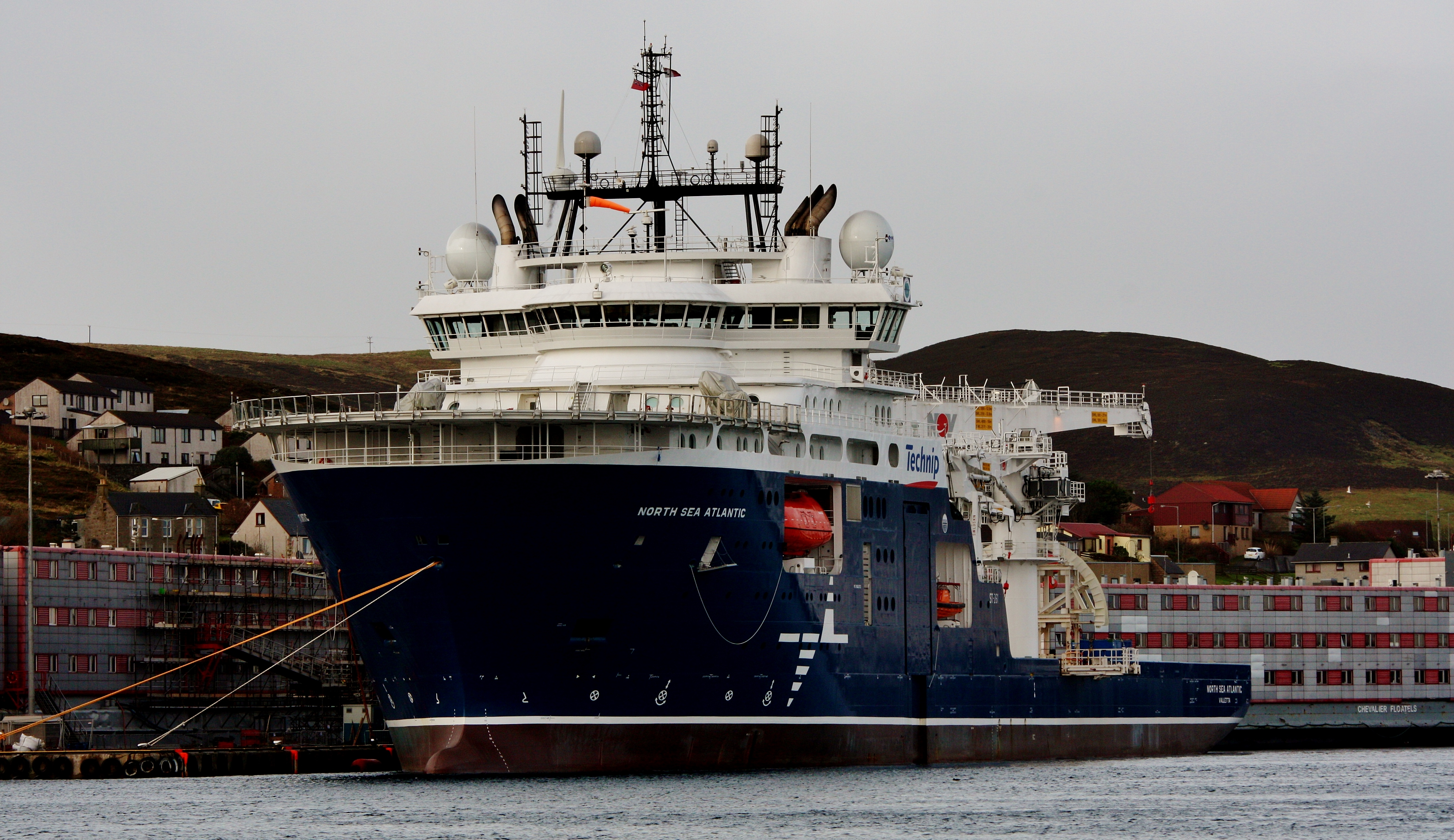
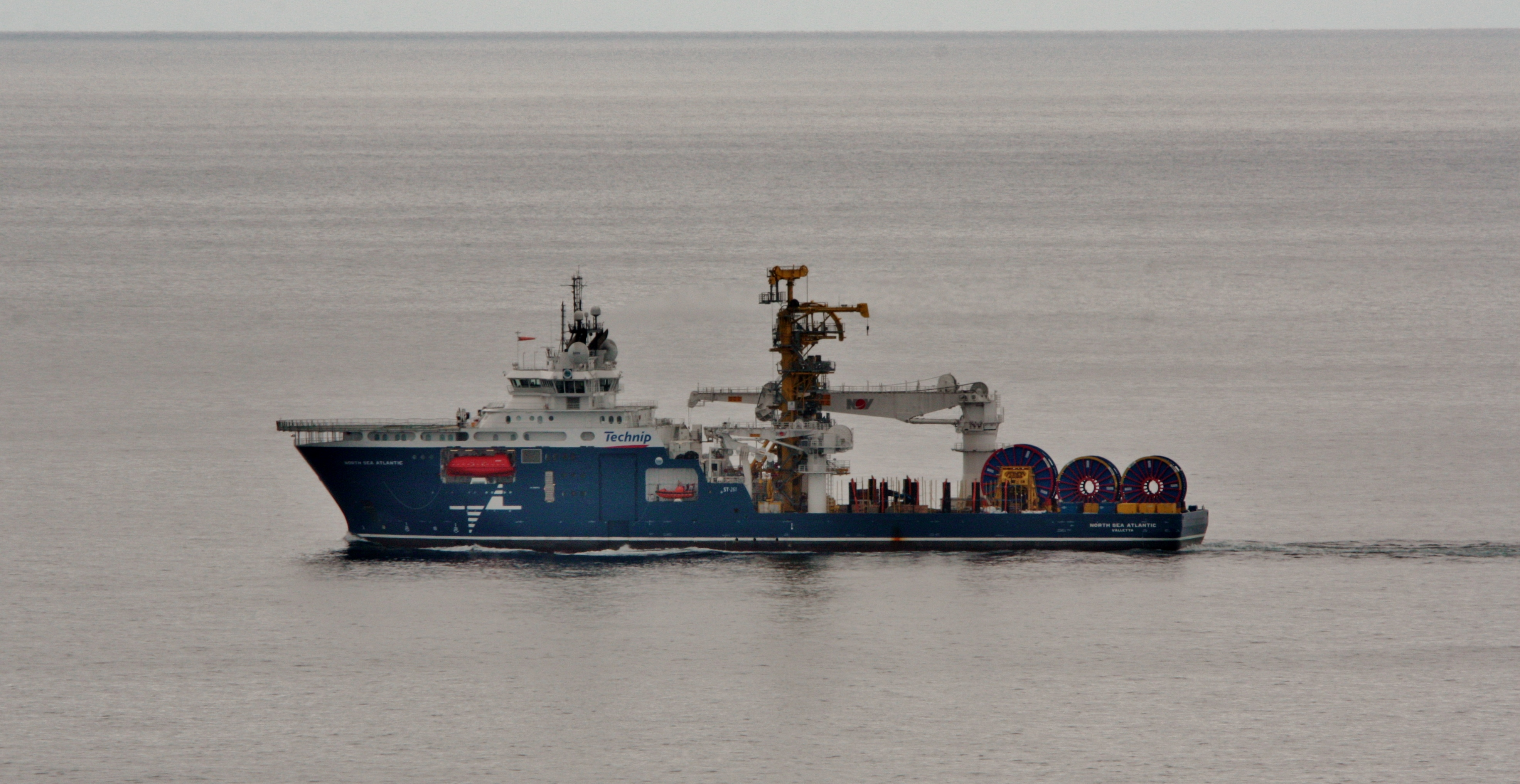
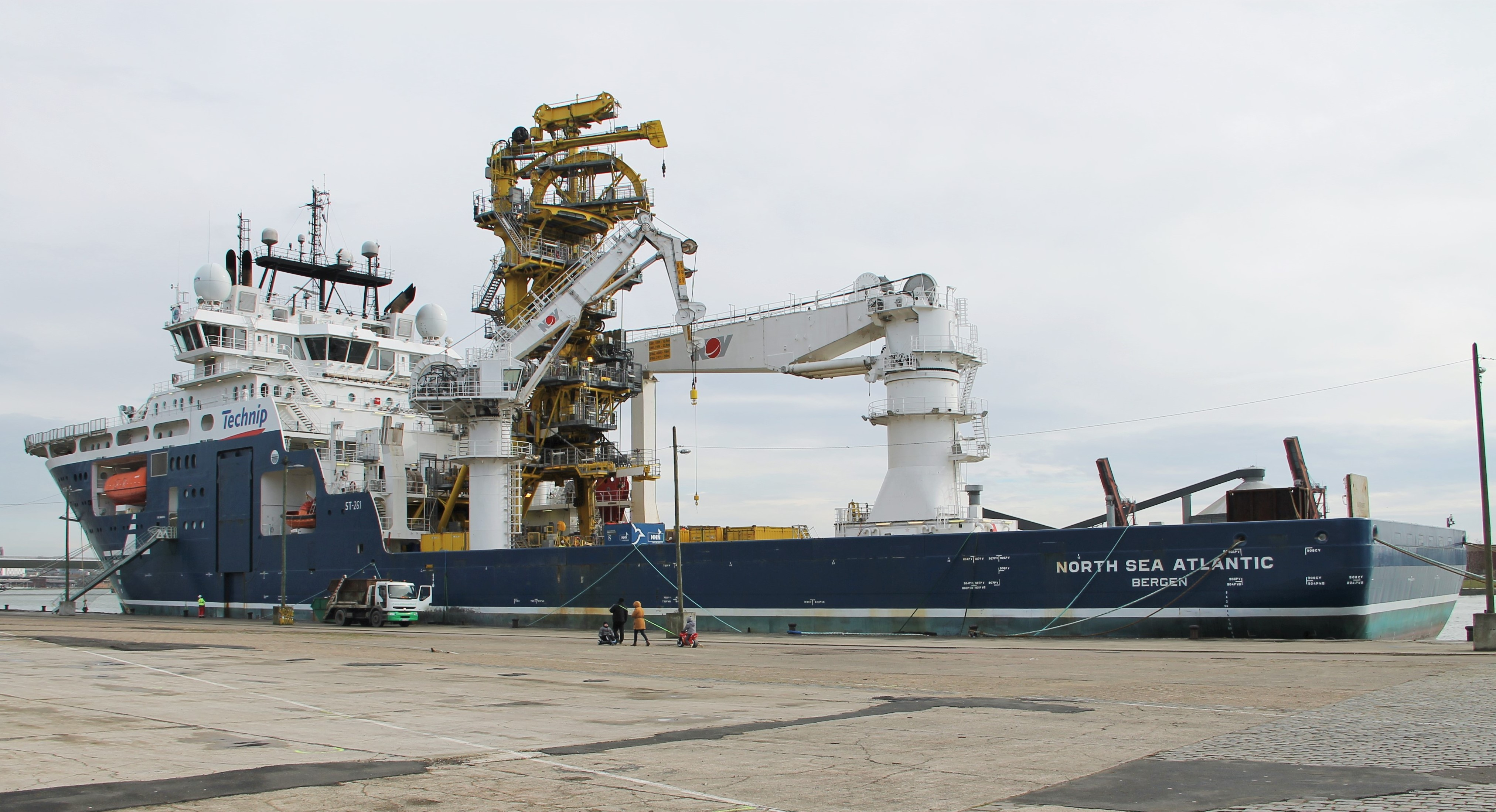
Dans le port de Rouen en 2018.

### Articles externes
- North Sea Atlantic - Site marinetraffic
- Deep Explorer - Site fathomsystems.co.uk/
- Edda Freya - Site Østensjø Rederi
- Flotte de TechnipFMC - Site TechnipFMC